# Colégio Militar/Luz metróállomás
A Colégio Militar/Luz metróállomás a lisszaboni metró kék metróvonalán.

## Története
Az állomás 1988. október 14-én nyílt meg, az Alto dos Moinhos és a Laranjeiras állomásokkal egy időben.
2019 során három lifttel bővítették az állomást, így az a mozgássérült utasok számára is megközelíthetővé vált.

## Jellemzői
Az Avenida do Colégio Militar-on található, közel a katonai iskolához, amiről a nevét kapta, és az Estádio da Luzhoz, az SL Benfica otthonához. Felette van egy fontos buszpályaudvar és a Colombo Centre bevásárlóközpont. 
Az állomás építészeti terveit António J. Mendes, a dekorációt pedig Manuel Cargaleiro festőművész készítette.

## Fordítás
Ez a szócikk részben vagy egészben  az   Estação Colégio Militar/Luz című portugál Wikipédia-szócikk ezen változatának fordításán alapul.  Az eredeti cikk szerkesztőit annak laptörténete sorolja fel. Ez a jelzés csupán a megfogalmazás eredetét és a szerzői jogokat jelzi, nem szolgál a cikkben szereplő információk forrásmegjelöléseként.